# داغ أوتو لوريتزن
داغ أوتو لوريتزن (بالنرويجية: Dag Otto Lauritzen‏) مواليد 12 سبتمبر 1956 في غريمستاد، هو دراج نرويجي سابق في صنف سباق الدراجات على الطريق. سبق أن شارك في دورة الألعاب الأولمبية الصيفية وفاز بميدالية أولمبية.

## سجل النتائج

### سباقات أو مراحل فاز بها
- طواف فرنسا

## الميداليات
| الميدالية | المسابقة                       |
| --------- | ------------------------------ |
| برونزية   | الألعاب الأولمبية الصيفية 1984 |

## وصلات خارجية
- الموقع الرسمي

## روابط خارجية
- داغ أوتو لوريتزن على موقع IMDb (الإنجليزية)
- داغ أوتو لوريتزن على موقع قاعدة بيانات الفيلم (الإنجليزية)

- داغ أوتو لوريتزن على موقع أرشيف الدراجات (الإنجليزية)
- داغ أوتو لوريتزن على موقع إحصائيات الدراجات الإحترافية (الإنجليزية)
- داغ أوتو لوريتزن على موقع CycleBase (الإنجليزية)
- داغ أوتو لوريتزن على موقع أوليمبيديا (الإنجليزية)